# Impiccalo più in alto
Impiccalo più in alto (Hang 'Em High) è un film western del 1968 diretto da Ted Post, con Clint Eastwood e Inger Stevens. Il film è stata la prima produzione della Malpaso Company, società di produzione fondata dallo stesso Eastwood.

## Trama
Oklahoma, 1889. Il mandriano Jed Cooper, ingiustamente accusato di omicidio e furto di bestiame da parte di alcuni uomini, viene impiccato ad un albero. Grazie all'intervento di uno sceriffo che sta conducendo un convoglio di detenuti, Cooper si salva e viene condotto a Fort Grant per essere processato, ma viene rimesso in libertà pochi giorni dopo grazie alla cattura ed impiccagione del vero colpevole - l'uomo che aveva venduto il bestiame a Cooper dopo averlo rubato e ucciso il proprietario e la moglie.
Cooper vuole vendicarsi degli uomini che lo hanno linciato, ma il giudice di Fort Grant, Adam Fenton, gli proibisce di farsi giustizia da sé, proponendogli invece un posto da sceriffo. Cooper accetta e Fenton gli lascia carta bianca, ma ad una condizione: se mai riuscirà a trovare gli uomini che lo hanno aggredito, Cooper dovrà portarli a Fort Grant vivi.
Durante il suo primo incarico, Cooper incontra casualmente Reno, uno dei suoi aggressori, nel saloon di una piccola città. Cooper tenta di arrestarlo, ma è infine costretto ad ucciderlo per legittima difesa. Venuto a conoscenza del fatto, Jenkins, un altro degli aggressori che si era opposto al linciaggio, si costituisce e svela a Cooper e a Fenton i nomi degli altri complici: Miller, Stone, Blackfoot, Maddow, Tommy, Loomis ed infine il capo della banda, il capitano Wilson. Fenton può così emettere i mandati di cattura e Cooper si mette alla ricerca della banda: il primo ad essere arrestato sarà Stone, che lavora come fabbro nella città di Red Creek.
Catturato Stone, Cooper parte assieme a Calhoun, lo sceriffo di Red Creek, per trovare e arrestare Wilson, ma s'imbattono in un gruppo di uomini che riferiscono di un recente attacco a un ranch della zona, a seguito del quale sono morte due persone e sono stati rubati alcuni capi di bestiame. Cooper forma una posse per catturare i responsabili; catturato il terzetto di ladri, che si rivelano essere Miller e i due giovanissimi fratelli Ben e Billy Joe, gli uomini della posse decidono di procedere alla loro impiccagione sul posto, ma Cooper lo impedisce e scorta da solo i tre fino a Fort Grant. Durante il viaggio, Miller cerca di uccidere Cooper, ma lo sceriffo riesce ad avere la meglio sul criminale grazie anche a Ben e Billy Joe, che non intervengono in difesa di Miller. Al processo, Cooper cerca di intercedere per i due ragazzi, ma Fenton condanna ugualmente i fratelli alla forca. Cooper, turbato, ha un duro scontro con Fenton: il giudice gli spiega che l'inflessibilità è il solo modo per impedire che i cittadini si facciano giustizia da sé e a pagarne le conseguenze siano degli innocenti, come accaduto allo stesso Cooper, ma lo sceriffo non è d'accordo.
Cooper vuole ripartire per andare a prendere Stone, rimasto in consegna a Red Creek, ma Calhoun lo precede: lo sceriffo arriva a Fort Grant e informa Cooper che Stone è morto. Calhoun consegna a Cooper 800 dollari come risarcimento per la truffa di cui è stato vittima; Cooper, però, capisce che si tratta di un tentativo di Wilson di corromperlo e intasca il giusto risarcimento ma rifiuta l'accordo. Wilson, informato da Calhoun, decide di sistemare lo sceriffo una volta per tutte.
Durante l'esecuzione di Miller, Ben, Billy Joe e di altri tre condannati si consuma l'agguato a Cooper: Wilson, Loomis e Tommy approfittano dei festeggiamenti in occasione delle impiccagioni per assalire Cooper e crivellarlo di colpi. Cooper sopravvive grazie all'intervento di Rachel Warren, una bella negoziante che lo soccorre e si prende cura di lui.
Rachel è una donna malinconica e silenziosa che ha l'abitudine di controllare tutti i prigionieri che vengono condotti a Fort Grant; durante un pomeriggio assieme, Rachel confida a Cooper di stare cercando i due criminali che tempo addietro l'hanno violentata e hanno ucciso suo marito. Cooper e Rachel si innamorano e Rachel, ritrovata così la voglia di vivere, rinuncia ai propri propositi di vendetta, ma Cooper non è ancora pronto a fare lo stesso; così, nonostante Fenton gli intimi di fare i nomi di chi ha tentato di ucciderlo, Cooper parte per Red Creek, salutando Rachel per l'ultima volta.
Cooper giunge di notte al ranch dove si nascondono Wilson, Loomis e Tommy e li uccide uno dopo l'altro. A questo punto, gli unici rimasti sono Jenkins, ancora in prigione a Fort Grant, e Maddow e Blackfoot, entrambi in fuga. Cooper si reca a trovare Jenkins e lo perdona, dopodiché minaccia Fenton di dimettersi se il giudice non concederà la grazia all'uomo. Fenton è titubante, ma riconosce che se vuole che in Oklahoma regnino l'ordine e la legge non può permettersi di perdere un uomo del valore di Cooper e acconsente di liberare Jenkins. Cooper riprende la propria stella di sceriffo e Fenton gli consegna i mandati d'arresto per Maddow e Blackfoot, ricordandogli che "la legge li vuole ancora".

## Distribuzione
Il film ha esordito nelle sale statunitensi il 31 luglio 1968.

## Accoglienza
Il film è stato positivamente accolto dalla critica con il New York Post che lo ha definito un "Western di qualità" e il noto aggregatore di recensioni Rotten Tomatoes ne indica un indice di apprezzamento del 92%.
Il film ha incassato globalmente 10,8 milioni di dollari.